# ATC P – Parazitaellenes készítmények, féregűzők és repellensek
Az ATC P – Parazitaellenes készítmények, féregűzők és repellensek a gyógyszerek anatómiai, gyógyászati és kémiai osztályozási rendszerének (ATC) egyik fő csoportja.
| ATC P   | Parazitaellenes készítmények, féregűzők és repellensek                      |
| ------- | --------------------------------------------------------------------------- |
| ATC P01 | Protozoon-ellenes szerek                                                    |
| ATC P02 | Féregűzőszerek                                                              |
| ATC P03 | Ektoparazita-ellenes szerek (rühellenes szerek, inszekticidek, repellensek) |